# Carcharhinus amblyrhynchoides
Requin gracile
Espèce
Synonymes
- Carcharhinus amblyrhinchoides (Whitley, 1934) (orth. error)
- Gillisqualus amblyrhynchoides Whitley, 1934

Statut de conservation UICN

 NT  : Quasi menacé
Le Requin gracile (Carcharhinus amblyrhynchoides) est une espèce de requin de la famille des Carcharhinidae. On le trouve dans les eaux tropicales de l'Indo-Pacifique, du Golfe d'Aden au nord de l'Australie. C'est une espèce qui vit à profondeur moyenne, à environ 50 m de fond. Le Requin gracile atteint 1,7 m de long. Il a un museau court et large en forme de coin, des nageoires pectorales et une première nageoire dorsale en forme de faucilles, et une extrémité noire sur chacune de ses nageoires.
Le Requin gracile nourrit de poissons osseux, et moins couramment de céphalopodes et de crustacés. Comme les autres membres de sa famille, il est vivipare et l'embryon se développe grâce à une alimentation assurée par une connexion au placenta. Les portées comptent jusqu'à neuf jeunes que la femelle porte durant 9 à 10 mois de gestation. Au large du nord de l'Australie, les naissances ont lieu en janvier et février, et l'accouplement peu de temps plus tard. C'est une espèce potentiellement dangereuse pour l'Homme, mais qui n'a jamais été impliquée dans une attaque. Il est pris involontairement par les pêcheurs dans divers endroits de son aire de répartition pour sa viande, ses ailerons et son huile de foie. L'Union internationale pour la conservation de la nature l'a classé parmi les espèces quasi-menacées.

## Description
Contrairement à ce que laisse penser son nom vernaculaire, le corps fuselé du Requin gracile est décrit comme étant trapu. Le museau a une forme de coin, et est court et pointu. Les yeux sont grands et presque circulaires, et équipés de membranes nictitantes. La gueule est petite, et contient 31 à 33 rangées de dents à la mâchoire supérieure et 29 à 33 rangées à la mâchoire supérieure. Les dents de la mâchoire supérieure ont une pointe étroite et unique, avec des côtés dentelés, et sont droites au centre de la mâchoire et plus obliques sur les côtés. Les dents de la mâchoire inférieure sont similaires, mais plus droites et minces. Les cinq paires de fentes branchiales sont assez longues,.
Les nageoires pectorales sont falciformes et s'effilent en une extrémité pointue ; leurs bords avant mesurent environ le cinquième de la longueur de requins de plus de 80 cm de long. La première nageoire dorsale est haute et large, avec un sommet pointu et une bordure arrière concave. Elle prend naissance au-dessus de l'insertion des nageoires pectorales. La seconde nageoire dorsale est relativement grande et située à peu près à l'opposé de la nageoire anale, qui est de taille équivalente. Il n'y a pas de crête entre les nageoires dorsales. La nageoire caudale a un lobe inférieur bien développé, et une encoche située presque à l'extrémité du lobe supérieur. Cette espèce est de coloration bronze dessus et blanc dessous, qui s'étend sur les flancs en une bande pâle. Les nageoires pectorales et dorsales, le lobe inférieur de la nageoire anale et parfois les nageoires pelviennes présentent des extrémités noires, tandis que le lobe supérieure de la nageoire caudale se fonce au niveau de sa bordure postérieure et que la nageoire anale est souvent très claire. Les marques de coloration des nageoires ont tendance à s'effacer au cours du temps. La taille maximale atteint par cette espèce est de 1,7 m,.

## Biologie et écologie
Le Requin gracile se nourrit principalement de poissons osseux, ainsi que de manière moins importante de céphalopodes et de crustacés. Les Carangidae représentent plus de 60 % de son régime alimentaire dans le Golfe de Carpentaria. Comme les autres requins de la famille des Carcharhinidae, le Requin babosse est vivipare ; après que les embryons en développement aient épuisés leur réserve en vitellus, le sac vitellin vide se développe en une connexion avec le placenta qui permet à l'embryon d'être nourri par sa mère. Au large du nord de l'Australie les mâles et les femelles copulent chaque année en février, l'ovulation ayant lieu peu de temps après. Les portées comptent généralement 3 jeunes, bien que certaines femelles ayant été observées avec jusqu'à neufs jeunes requins en gestation. Les femelles mettent bas en janvier et février, à la suite d'une gestation de 10 mois. Mâles et femelles deviennent matures lorsqu'ils atteignent la taille de 1,1 à 1,2 m de long,. Cette espèce peut être la cible de parasites, comme un cestode du genre Cathetocephalus.

## Distribution et habitat

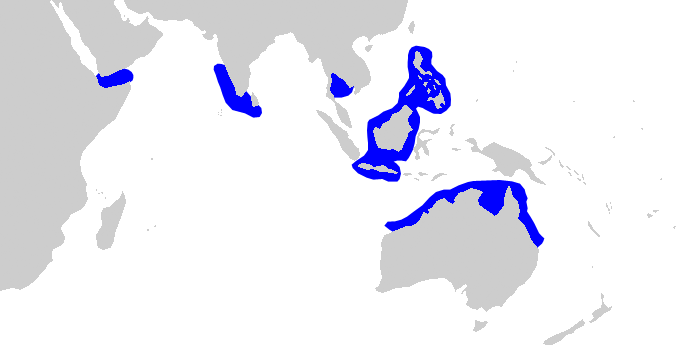
Répartition géographique du requin gracile.

Le Requin gracile est largement réparti dans les eaux tropicales de l'Indo-Pacifique, et a été observé dans le Golfe d'Aden, au sud-ouest de l'Inde et du Sri Lanka, dans le Golfe de Thaïlande, au Vietnam, aux Philippines, à Bornéo, à Java, en Papouasie-Nouvelle-Guinée et au nord de l'Australie de Townsville à Eighty Mile Beach,. Étant donné sa rareté et la difficulté pour le distinguer des espèces qui lui sont proches, son aire de répartition est certainement continue dans toute cette zone, et plus étendue que les quelques observations dispersées ne le suggèrent. Le Requin gracile est un résident des eaux libres des plateaux continental et insulaire, plongeant jusqu'à 50 m de profondeur.

## Taxonomie et phylogénie
L'ichthyologiste américain Gilbert Percy Whitley a décrit le Requin gracile sous le nom scientifique Gillisqualus amblyrhynchoides dans un numéro de Memoirs of the Queensland Museum de 1934. Il a basé sa description sur une femelle immature de 60 cm de long capturée au large de Cape Bowling Green au Queensland. D'autres auteurs ont par la suite considéré que Gillisqualus était un synonyme de Carcharhinus.
Comme les autres Carcharhinus, la phylogénie du Requin gracile est mal connue. En s'appuyant sur la morphologie des animaux, Jack Garrick conclut en 1982 que l'espèce la plus proche de ce requin est le Requin bordé (C. limbatus), et que ces deux espèces sont également apparentées au Requin tisserand (C. brevipinna). Leonard Compagno, dans son étude phénétique de 1988, regroupe ces espèces, avec également le Requin bordé à dents lisses (C. leiodon) et le Requin à petites dents (C. isodon). Toutefois, les méthodes d'analyses moléculaires indiquent que ces conclusions sont fausses concernant le Requin tisserand, le Requin bordé et le Requin à petites dents.

## Relations avec l'Homme
Étant donné sa taille, le Requin gracile est potentiellement dangereux pour l'Homme. Cependant aucune attaque n'a jamais été enregistrée. Cette espèce est une prise accessoire de la pêche commerciale en Thaïlande, en Inde, au Sri Lanka et probablement ailleurs, pris par les filets et les palangres. C'est un requin rarement capturé au nord de l'Australie, où il ne représente que 1,5 et 0,2 % des requins capturés respectivement par les filets et les palangres au milieu des années 1980. Les captures dans cette région ont décliné depuis les prises records des années 1970 et 1980 du fait du départ des vaisseaux de pêche étrangers à la suite d'une nouvelle réglementation sur les filets,. La viande est vendue fraîche ou séchée et salée, les ailerons sont commercialisés vers l'Asie de l'est pour faire la soupe d'ailerons de requin, et l'huile de foie est transformé pour en tirer des vitamines. L'Union internationale pour la conservation de la nature a classé cette espèce quasi-menacée, notant qu'il était nécessaire d'avoir plus de données concernant sa biologie et sa pêche.